# 초기 무슬림 정복
이슬람의 초기 정복 전쟁(아랍어: الفتوحات الإسلامية, al-Futūḥāt al-Islāmiyya)은 아랍 원정이나 초기 이슬람 정복전쟁 등으로 불린다. 이는 이슬람의 예언자 무함마드가 7세기 초에 시작한 정복에서 시작되었다. 그는 최초로 아라비아 반도에 통일된 정권을 수립하였고, 이후 정통 칼리파국과 우마이야 칼리파국의 확장 정책으로 이 전쟁은 지속된다.
이에 따라 이슬람 제국은 중국 및 인도 지역과 국경을 맞다게 되었으며 중앙아시아, 중동, 북아프리카, 이베리아반도와 피레네산맥을 정복하였으며 크레타섬, 시칠리아, 키프로스 등 지중해의 여러 도서 지역도 확보하게 되었다. 에드워드 기번은 그의 책 로마 제국 쇠망사에서 다음과 같이 저술하고 있다.
우마이야 칼리파국의 정복 활동에 따라 아랍 제국은 동쪽에서 서쪽까지 200일에 걸쳐 여정을 할 수 있을 정도로 영토를 확장했다. 이들은 타타르와 인도의 영토에서 대서양 해안까지 영토를 넓혔다... 우리는 헛되이 아우구스투스와 네르바-안토니우스 왕조에서 만연한 해결할 수 없는 통일과 쉬운 복종을 이슬람 세계에서 찾았다. 하지만 이슬람의 통합은 일반적인 방식과 의견을 통해 광대한 지역으로 퍼져나갔다. 쿠란의 언어와 법은 사마르칸트와 세비야에서 각각의 언어로 번역되고 있었고 무어인과 인도인은 메카의 순례자들을 형제나 고향인을 맞이하듯 대했다. 그리고 아랍어는 티그리스강 서부의 모든 지역에서 공용어로 사용되고 있었다.

이슬람의 정복 활동은 사산 제국의 멸망과 비잔틴 제국의 큰 영토 상실을 일으켰다. 이슬람 제국이 초기에 성공할 수 있었던 이유는 오랫동안 재기하기 위해 노력해왔다는 점에 있었다. 대부분의 역사학자들은 비잔틴-사산 전쟁으로 수십 년간 전쟁이 벌어져 두 제국 모두 군사적, 경제적으로 피폐해져 있었던 것에 동의하고 있다. 사산 제국의 유대인과 기독교인들, 그리고 시리아 속주의 유대인과 단성설자들은 이슬람군을 환영하며 비잔틴 제국과 사산 제국에 반기를 들었다. 하지만 다른 한 편에서 아랍계 기독교도인들은 피라즈 전투에서처럼 사산 제국이나 비잔틴 제국과 연합하여 이슬람군과 전쟁을 벌이기도 했다. 비잔틴령 이집트, 시리아나 팔레스타인의 경우 이 지역은 페르시아인들에 의해 수 년 동안 영유권이 주장되는 지역이기도 했다.
프레드 도너는 아라비아 반도에서 국가의 형성과 사상적 응집력, 그리고 기동성은 이슬람군이 세계에서 가장 넓은 국가 중 한 곳으로 발돋움할 수 있었던 원동력이었다고 본다. 이슬람 칼리프조의 영토 추산치는 1300만 평방킬로미터로 예상되는 이는 오늘날의 러시아를 제외한 어떤 국가보다도 그 영토가 넓은 것으로 알려져 있다.

## 같이 보기
- 이슬람의 역사
- 에드워드 기번